# Жигоспора
Жигоспора је диплоидна репродуктивна фаза у животном циклусу многих гљива и протиста. Жигоспоре настају нуклеарном фузијом хаплоидних ћелија. У гљивама, зигоспоре настају у зигоспорангији након спајања специјализованих пупавих структура, од мицелија истих (у хомоталичним гљивама) или различитих врста парења (код хетероталних гљива), и могу бити хламидоспоре .  
У многим еукариотским алгама, укључујући многе врсте Хлорофита, зигоспоре настају фузијом једноћелијских полних ћелија различитих типова парења. 
Жигоспора остаје успавана док чека знакове из околине, попут светлости, влаге, топлоте или хемикалија које биљке излучују. Када је животна средина повољна, зигоспора клија, јавља се мејоза и ослобађају се хаплоидне вегетативне ћелије. 
Код гљивица, спорангијум се ствара на крају спорангиофора који баца споре. Гљива која формира зигоспоре назива се зигомицета, што указује да класу карактерише овај еволутивни развој. 